# Syriska nationella koalitionen av revolutions- och motståndsstyrkor
Syriska nationella koalitionen av revolutions- och motståndsstyrkor (SNKRM) (arabiska: الائتلاف الوطني لقوى الثورة والمعارضة السورية) är en koalition av oppositionsgrupper i det syriska inbördeskriget. Koalitionen utesluter förhandlingar med Syriens president Bashar al-Assad och vill bli internationellt erkända som Syriens officiella regering. Koalitionen grundades 11 november 2012 i Doha, Qatar och inkluderar fler oppositionsgrupper än det tidigare Syriens nationella råd. 12 november 2012 erkände länderna i Gulf Cooperation Council Nationella koalitionen som den enda legala representanten för det syriska folket
Ordförande är den tidigare imamen och författaren Maath al-Khatib och vice ordförande är människorättsjuristen Souheïr Atassi och demokratiaktivisten Riad Seif.

## Internationella erkännanden
Länder som erkänner Nationella koalitionen som Syriens regering.
| Land                  | Datum            |
| --------------------- | ---------------- |
| Bahrain               | 12 november 2012 |
| Kuwait                | 12 november 2012 |
| Oman                  | 12 november 2012 |
| Qatar                 | 12 november 2012 |
| Saudiarabien          | 12 november 2012 |
| Förenade arabemiraten | 12 november 2012 |
| Frankrike             | 13 november 2012 |
| Turkiet               | 15 november 2012 |
| Storbritannien        | 20 november 2012 |
| Spanien               | 29 november 2012 |
| Danmark               | 9 december 2012  |
| Norge                 | 9 december 2012  |
| Nederländerna         | 10 december 2012 |
| Tyskland              | 10 december 2012 |
| Belgien               | 10 december 2012 |
| Luxemburg             | 10 december 2012 |
| USA                   | 12 december 2012 |